# VR Sverige
VR Sverige AB ist ein schwedisches Verkehrsunternehmen mit Sitz in Nacka. Es entstand 2022 durch die Übernahme der schwedischen Aktivitäten von Arriva Sverige AB, einem Unternehmen der Deutschen Bahn, durch VR-Yhtymä, die finnische Staatsbahn. VR Sverige tritt unter VR i Sverige (deutsch VR in Schweden) am Markt auf.
Zum Zeitpunkt der Übernahme zählte das Unternehmen 3200 Mitarbeiter. Es steht ein Fuhrpark von 800 Bussen, 122 Zügen und 65 Straßenbahnwagen zur Verfügung.

## Verkehr
Busverkehr
- Stockholm und Umgebung
- Kristianstad
- Helsingborg

Straßenbahn Stockholm
- Nockebybanan (Linie 12)
- Tvärbanan (Linien 30, 31)

Eisenbahnnahverkehr
- Saltsjöbanan
- Östgötapendeln
- Pågatågen
- Tåg i Bergslagen (ab Dezember 2023, Vertragslaufzeit 10 Jahre sowie Option für ein weiteres Jahr)[5][6]

Eisenbahnfernverkehr
Am 30. Mai 2024 wurde MTR Express (Sweden) AB mit der Marke MTRX ein Schwesterunternehmen von VR Sverige AB, als die VR Group MTRX kaufte. Am 17. Juni 2024 änderte das Unternehmen seinen Namen in VR Snabbtåg Sverige AB.